# Pero morrisonaria
Pero morrisonaria är en fjärilsart som beskrevs av George Duryea Hulst 1886. Pero morrisonaria ingår i släktet Pero och familjen mätare. Inga underarter finns listade i Catalogue of Life.